# Działdowo (gmina wiejska)
Działdowo – gmina wiejska w Polsce położona w województwie warmińsko-mazurskim, w powiecie działdowskim. W latach 1975–1998 gmina administracyjnie należała do województwa ciechanowskiego. Według danych z 30 czerwca 2004 gminę zamieszkiwały 9552 osoby. Jej siedzibą jest Działdowo. Natomiast według danych z 31 grudnia 2019 roku gminę zamieszkiwało 9821 osób.

## Hydrologia
Rzeki występujące na terenie gminy należą do dwóch dorzeczy. Rzeka Wkra jest prawobrzeżnym dopływem Narwi i należy do dorzecza Bugu. Rzeka Wel jest największym lewostronnym dopływem Drwęcy i należy do dorzecza Wisły. Pozostałe rzeki to Szkotówka, Perławka, Struga Lindenowska, Lipówka, Kanał Młyński i Brodowski. W gminie są usytuowane również dwa jeziora Grzybiny (11,4 ha) i Straszewo (24,1 ha).

## Struktura powierzchni
Według danych z roku 2005 gmina Działdowo ma obszar 272,77 km², w tym:
- użytki rolne: 74%
- użytki leśne: 17%

Gmina stanowi 28,29% powierzchni powiatu.

## Demografia

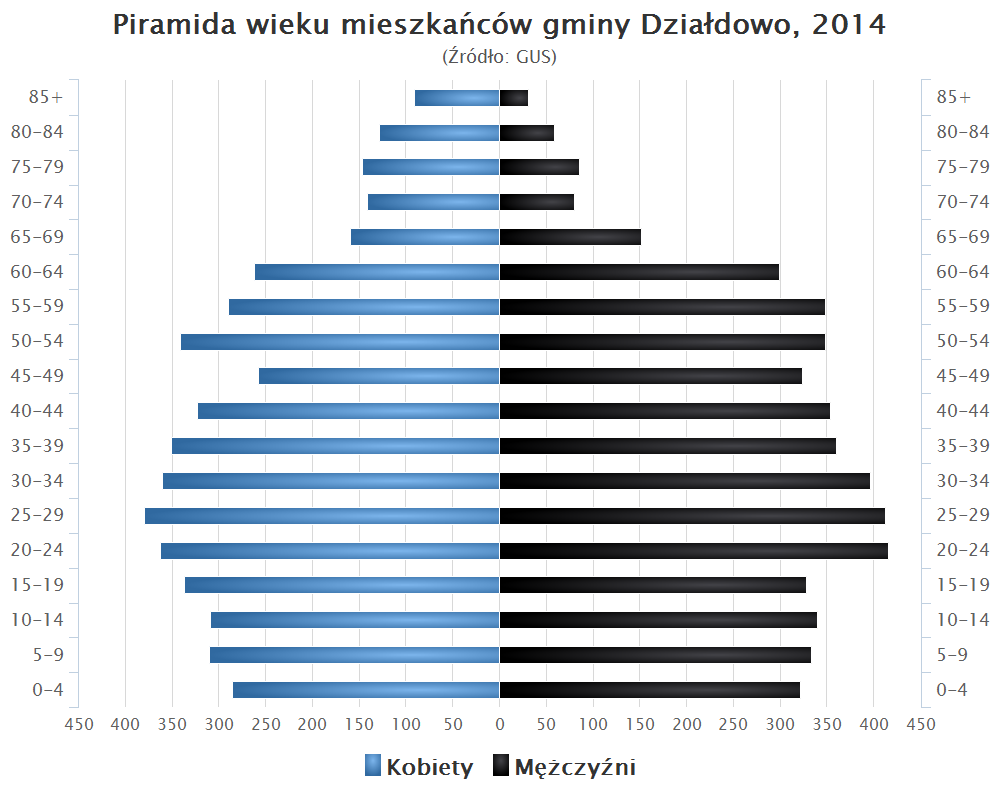
Piramida wieku mieszkańców gminy Działdowo w 2014 roku

Dane z 30 czerwca 2004:
| Opis                              | Ogółem | Ogółem | Kobiety | Kobiety | Mężczyźni | Mężczyźni |
| --------------------------------- | ------ | ------ | ------- | ------- | --------- | --------- |
| jednostka                         | osób   | %      | osób    | %       | osób      | %         |
| populacja                         | 9552   | 100    | 4756    | 49,8    | 4796      | 50,2      |
| gęstość zaludnienia (mieszk./km²) | 35     | 35     | 17,4    | 17,4    | 17,6      | 17,6      |

## Ochrona przyrody

### Pomniki przyrody
Na terenie gminy znajdują się następujące pomniki przyrody:
| Nr  | Lokalizacja                                      | Forma             | Nazwa                                                                          | Obwód przy powołaniu [cm]                | wys. [m]      | Akt prawny                                                           |
| 1.  | Księży Dwór park dworski                         | grupa drzew       | 2 jesiony wyniosłe                                                             | 388 i 290                                | 24            | Dz. Urz. WRN w Ciechanowie Nr 7, poz. 57 z 31.12.1977 r.             |
| 2.  | Gąsiorowo park dworski                           | pojedyncze drzewo | lipa drobnolistna                                                              | 330                                      | 25            | Dz. Urz. WRN w Ciechanowie Nr 7, poz. 57 z 31.12.1977 r.             |
| 3.  | Kramarzewo park dworski                          | aleja parkowa     | 45 lip drobnolistnych                                                          | od 109 do 295                            | ok. 23        | Dz. Urz. WRN w Ciechanowie Nr 2, poz. 14 z 11.04.1978 r.             |
| 4.  | przy drodze Działdowo-Księży Dwór                | aleja przydrożna  | 173 (170) lip drobnolistnych 47 (46) klonów zwyczajnych                        | od 130 do 367 od 94 do 208               | ok. 20 ok.17  | Dz. Urz. WRN w Ciechanowie Nr 2, poz. 14 z 11.04.1978 r.             |
| 5.  | przy drodze Uzdowo-Nidzica do granic województwa | aleja przydrożna  | 509 (474) lip drobnolistnych 28 jesionów wyniosłych 35 (27) klonów zwyczajnych | od 173 do 290 od 78 do 275 od 112 do 325 | ok. 17 ok. 18 | Dz. Urz. WRN w Ciechanowie Nr 2, poz. 18 z 25.06.1979 r. (68/129/79) |
| 6.  | przy drodze Uzdowo-Gralewo                       | aleja przydrożna  | 718 (689) lip drobnolistnych 31 (29) klonów zwyczajnych                        | od 73 do 403 od 99 do 201                | ok. 19        | Dz. Urz. WRN w Ciechanowie Nr 2, poz. 18 z 25.06.1979 r. (69/130/79) |
| 7.  | przy drodze Działdowo-Uzdowo-Dąbrówno            | aleja przydrożna  | 482 (405) lip drobnolistnych 69 (51) klonów zwyczajnych                        | od 190 do 358 od 100 do 230              | ok. 17        | Dz. Urz. WRN w Ciechanowie Nr 2, poz. 18 z 25.06.1979 r. (71/132/79) |
| 8.  | przy drodze Działdowo-Malinowo do granicy lasu   | aleja przydrożna  | 290 (279) lip drobnolistnych                                                   | od 111 do 313                            | 15            | Dz. Urz. WRN w Ciechanowie Nr 8, poz. 63 z 31.12.1980 r.             |
| 9.  | Malinowo park dworski                            | pojedyncze drzewo | 2 olchy czarne                                                                 | 300 i 327                                | 15            | Dz. Urz. WRN w Ciechanowie Nr 6, poz. 180 z 14.04.1985 r.            |
| 10. | Malinowo                                         | aleja wjazdowa    | 30(25) lip drobnolistnych                                                      | od 130 do 280                            | ok. 15        | Dz. Urz. WRN w Ciechanowie Nr 6, poz. 180 z 14.04.1985 r.            |
| 11. | leśnictwo Narzym oddz. 194c                      | pojedyncze drzewo | lipa drobnolistna                                                              | 398                                      | 24            | Dz. Urz. Woj. Warm.-Maz. Nr 155, poz. 2057 z 17.10.2007 r.           |
| 12. | Gnojno - las, Nadleśnictwo Dwukoły               | pojedyncze drzewo | dąb bezszypułkowy "Andrzej"                                                    | 345                                      | 31            | DZ. URZ. WOJ. WARM-MAZ 2015.2007                                     |

### Obszary NATURA 2000
W gminie zlokalizowany jest obszar NATURA 2000 Dolina Wkry i Mławki (PLB140008) OSO

### Użytki ekologiczne
W gminie Działdowo występuje użytek ekologiczny o nazwie "Śródleśne pastwisko".

### Obszary Chronionego Krajobrazu
Na terenie gminy częściowo znajdują się:
- Dąbrowieński Obszar Chronionego Krajobrazu
- Obszar Chronionego Krajobrazu Dolin Rzek Nidy i Szkotówki
- Obszar Chronionego Krajobrazu Grzybiny.

## Sąsiednie gminy
Dąbrówno, Działdowo (miasto), Iłowo-Osada, Kozłowo, Kuczbork-Osada, Lipowiec Kościelny, Płośnica, Rybno